# بلانش روسو
بلانش روسو هي أديبة وكاتِبة بلجيكية، ولدت في 22 يناير 1875 في إيكسل في بلجيكا، وتوفيت في 8 أبريل 1949 في أوكَل في بلجيكا.